# Deutscher Handwerkskammertag
Die 53 Handwerkskammern in Deutschland bilden gemeinsam den Deutschen Handwerkskammertag (DHKT) mit Sitz in Berlin. Präsident ist Jörg Dittrich.
Der DHKT hat die Aufgabe, die gemeinsamen Angelegenheiten der ihn tragenden Handwerkskammern als Lobby zu vertreten. Damit ist der DHKT der Dachverband der fachübergreifenden Interessenvereinigungen des deutschen Handwerks mit rund 1.008.000 bei den Handwerkskammern eingetragenen Betriebe. Der Präsident des Zentralverbands des Deutschen Handwerks hat in Personalunion auch den Vorsitz des DHKT und den Vorsitz des Unternehmerverbands Deutsches Handwerk inne. 
Holger Schwannecke ist Hauptgeschäftsführer des DHKT, des Unternehmerverbands Deutsches Handwerk und auch Generalsekretär des ZDH.
Der DHKT ist dazu Eigentümer der eingetragenen Marke „Das Handwerk. Die Wirtschaftsmacht. Von nebenan.“, unter deren Markendach er seit 2010 eine bundesweite Imagekampagne des Handwerks durchführt.